# 刘佑局
刘佑局（1955年—），男，汉族，广东省揭西县人，中国当代画家、意大利艺术研究院名誉院士、幻象主义绘画创始人、意大利艺术研究院欧洲文艺复兴大师俱乐部成员之一、国际艺术沙龙创始人、法国世界色彩中心协会会员。早年从事诗歌、散文以及文艺评论创作，其部分诗歌被收入《当代千家诗选粹》，后主要精力从文学、书法转向对幻象主义绘画创作。曾受邀于美国尼克松总统博物馆、法国卢浮宫、英国大英博物馆、意大利艺术研究院、法国蓬皮杜艺术中心等国际艺术殿堂举办个人画展。是首位在蓬皮杜举办个人展览的中国艺术家，也是意大利艺术研究院欧洲文艺复兴大师俱乐部首位举行作品研讨会的中国艺术家。多幅作品被国际重要艺术博物馆收藏。

## 人物生平
- 1987年，创办肇庆书法家协会并担任该协会第一任常务副主席兼秘书长。
- 1994年，开始在《羊城晚报》《人民日报》以及《解放军报》开设书法艺术鉴赏专栏，其艺术鉴赏作品后被结辑为《百家书艺鉴赏》于1997年经由《花城出版社》以出版。
- 1994年，供职于《羊城晚报》，后被委任为羊城晚报报业集团副总经理[10]。
- 2007年，被《时代人物》杂志社评为“2007年度中国时代人物”。
- 2007年，在时任广东省委书记、中共中央政治局委员张德江的支持下[11]，广东华人书法院被广东省机构编制办公室批准成立，刘佑局担任该院院长。
- 2008年，刘佑局主导广东华人书法院与《书法报》共同发起"2008书法·番禺论坛"。[12]
- 2008年，由广东省委统战部主办，刘佑局主导的广东华人书法院承办的"惠风和畅全国书法展"在广州艺术博物院开幕[13]。
- 2008年，被中国文联与中外名人文化研究会评选为"书坛五杰"[14]。
- 2009年，被全国学术联席会议评为学术创新的"新锐人物"[15]。
- 2011年，刘佑局入编《中国当代书法史》[16]。
- 2012年，广东刘佑局艺术研究中心经由广东省民间组织管理局批准成立。
- 2014年，《收藏界》2014年年度人物[17]。
- 2015年，《收藏界》2015年年度人物[18]。
- 2019年, 广东画家刘佑局获得了米开朗基罗奖，这是中国在绘画艺术领域，首位获得此殊荣的艺术家。
- 2021年, 刘佑局意大利艺术研究院名誉院士就职典礼在佛罗伦萨举行。

## 代表作品
- 《百家书艺鉴赏》（1997年经由《花城出版社》出版，ISBN 7536025750）
- 《刘佑局书法展作品集》（2005年经由《中国文艺出版社》出版，ISBN 9789889824860）
- 《刘佑局书法作品集》（2006年经由《中国书法周刊社》出版）
- 《百龙墨宝赏析》（1999年经由《南京出版社》出版）
- 《幻象主义绘画》（2014年经由《人民美术出版社》出版，ISBN 9787102070421）
- 《刘佑局幻象主义绘画作品》（2015年经由《人民美术出版社》再版，ISBN 9881388147）

## 作品展出
- 2014年3月，《残荷秋影》被美国大西洋画廊收藏陈列[19]。
- 2014年11月，幻象主义绘画作品在美国尼克松总统博物馆举行个人画展，其作品《圣诞印象》被该馆收藏[20]。
- 2015年3月，个人画展在北京今日美术馆展出[21]。
- 2015年8月，《幻象主义理性回归——刘佑局画展》在巴黎装饰艺术博物馆举行[22]。
- 2015年10月，《古典与当代融合——刘佑局画展》在大英博物馆举行，其作品《穿越千年》和《乾坤育化》分别被英国国会和大英博物馆收藏[23]。
- 2016年6月，《乱码与重建——刘佑局画展》在佛罗伦萨美术学院举行，其间，刘佑局在佛罗伦萨美术学院发表了名为《艺术要打破区域主义》的学术演讲，同时在佛罗伦萨美术学院大师俱乐部举办个人作品研讨会[24]。刘佑局是自欧洲文艺复兴以来第五位艺术家在此地发表演说[25]。
- 2016年7月，刘佑局画展在佛罗伦萨美帝奇宫举行，其《秋色》《联想》《高原风情》等作品分别被佛罗伦萨美术学院、米兰布雷拉美术学院以及美帝奇宫等机构收藏[26]。
- 2017年10月，《幻象时空邂逅蓬皮杜——刘佑局画展暨学术研会》在法国蓬皮杜国家艺术中心举行[27]。主持刘佑局画展暨学术研讨会的法国艺术史学家和艺术评论家伊夫·柯布利称，“……刘佑局老师本是诗人和书法家，他借鉴了抽象表现主义和行动绘画，特别是杰克逊·波洛克和萨姆·弗朗西斯，完成了他独特的综合。尽管他的作品都符合统一的风格，但是其灵感来源的多样性令人震惊。有些画作是在白色的空间上用符号和线条捕捉住直接和短暂的印象，而另外的作品则是名副其实的抽象风景画，唤起欣赏着对山峰、天空、云朵、风的印象，同时也邀请他进行冥想”[28]。
- 2017年12月，以刘佑局名字为意境的佑美术馆落成，同时该馆举行中法交流大展[29]。
- 2018年1月，佑美术馆举办迎春画展。
- 2024年4月20日至11月24日，刘佑局作品入选第60届威尼斯双年展，刘佑局作品《火星计划》在威尼斯双年展官方展馆Palazzo Donà dalle Rose展出[30][31]
- 2024年7月15日至2024年8月15日刘佑局“从元点出发”个人绘画展在意大利威尼斯双年展官方场展馆Palazzo Donà dalle Rose中举行。[32][33]

## 幻象主义
2016年6月，刘佑局在佛罗伦萨美术学院作了一场名为《艺术区域主义批判》的学术报告。他指出，幻象主义源于对自由精神的追求，它不是东方神画（话）而是人类绘画语言的一次心性回归。在历史性的关键时刻，中西文化的价值取向争夺战日趋激烈。世界文明秩序经常受到区域主义的挑战。区域主义的利益集团常常会打着蛊惑人心的保护民族传统文化的口号而死守技法。而幻象主义就是在寻求技法解放的同时打破区域主义的精神枷锁。

## 社会评价
|                      | 刘佑局幻象主义绘画作品的根本因素是用光的语言、神秘的色彩和游逸的线条所构筑；以物体、时间与空间交换下产生的另类艺术。其思想的高远和艺术的博大不是用中国的绘画语言所能表达，佑局画以全新的视角，开拓和创造了人类艺术生命的最新形式。 |
| ——中国艺术评论家辛民 | |

|                             | 刘佑局作品的画面语言，既不是东方的也不是西方的，而是以人类的大美作为蓝本，表现了当代世界艺术潮流的新走向。 |
| ——美国艺术评论家约翰·莎律斯 | |

|                      | 刘佑局的幻象主义绘画作品其实质就是西方印象派与中国水墨相结合的创造和发展。 |
| ——西方艺术学博士李骥 |                                                                            |

|                             | 刘佑局作为一个从中国书法成为艺术大师，其绘画在全球具有举足轻重的艺术地位。 |
| ——欧洲《艺术与文化》法文版> |                                                                            |

|                                 | 刘佑局，作为幻象主义绘画的作俑者，他开创了印象派和行动主义之后的又一新画派，他从思想、理论和创作上都为完成这一新画派作出了充分的准备。 近年来，刘佑局先生先后在巴黎装饰艺术馆，大英博物馆，佛罗伦萨美术学院美术馆，蓬皮杜艺术中心举办个人画展，特别在蓬皮杜和佛罗伦萨美术学院大师俱乐部为他召开个人作品研讨会，这是当今在世的艺术家所不多见的。 |
| ——法国《美术世界》主编蒂博·若塞 | |